# Heiko Grimm
Heiko Grimm (* 18. November 1977 in Miltenberg) ist ein ehemaliger deutscher Handballspieler und heutiger -trainer. Seine Stammposition im Verein war die Spielmacherposition Rückraum Mitte, er spielte aber auch Linksaußen, so bei seinen Einsätzen in der DHB-Auswahl.

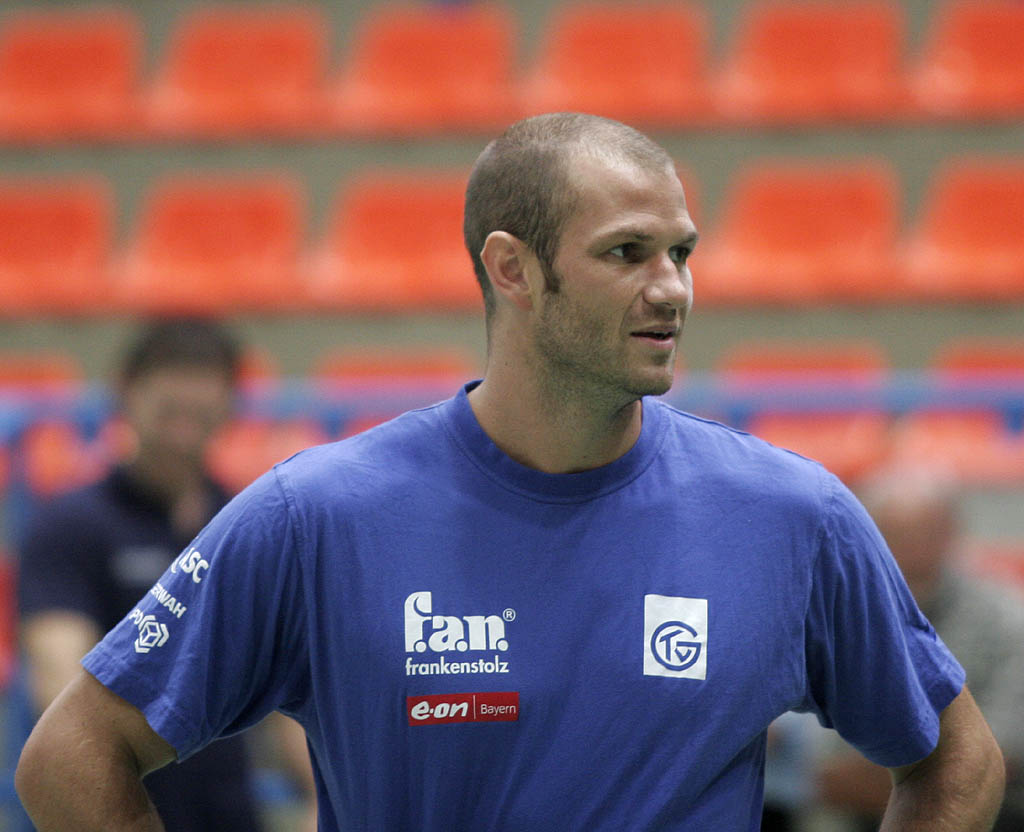
Heiko Grimm am 1. September 2007

Grimm begann seine Karriere beim TV Kirchzell. Bis Januar 2005 spielte er beim TV Großwallstadt, mit dem er im Jahr 2000 den EHF-City-Cup gewann, danach ein halbes Jahr für die SG Wallau/Massenheim. Im Sommer 2005 wechselte er zurück zum TV Großwallstadt. Im Januar 2008 ging er zum HSV Hamburg. Beim Schweizer Verein ZMC Amicitia Zürich besaß er einen ab Sommer 2009 geltenden Dreijahresvertrag; er wechselte jedoch schon im Dezember 2010 zu Pfadi Winterthur. Zur Saison 2013/14 beendete Grimm seine Karriere und übernahm das Traineramt beim Schweizer Erstligisten HC Kriens-Luzern. Im April 2015 wurde Grimm vom deutschen Bundesligisten MT Melsungen reaktiviert, bei dem er bis zum Saisonende 2014/15 aushalf. Zum Jahresende 2017 beendete Grimm seine Tätigkeit beim HC Kriens-Luzern und übernahm im Januar 2018 das Co-Traineramt bei der MT Melsungen. Von April 2018 bis Februar 2020 trainierte er die MT Melsungen. Seit Juli 2021 ist Grimm beim Schweizer Verein HSC Kreuzlingen als sportlicher Gesamtleiter tätig. Seit der Saison 2022/23 trainiert er zusätzlich die Männermannschaft. Am 16. Oktober 2023 gab er das Traineramt an Ralf Bader ab.
In der deutschen Nationalmannschaft, mit der er den Vizeweltmeistertitel 2003 und den Europameistertitel 2004 errang, kam Grimm auf 48 Spiele und 66 Tore.
Neben seiner Karriere als Handballtrainer verfolgt Grimm ein Studium der Betriebswirtschaftslehre und arbeitet als Steuerfachgehilfe.